# Treviso Bresciano
Treviso Bresciano – miejscowość i gmina we Włoszech, w regionie Lombardia, w prowincji Brescia.
Według danych na rok 2004 gminę zamieszkiwały 584 osoby, 34,4 os./km².